# 札幌鉄道郵便局
札幌鉄道郵便局（さっぽろてつどうゆうびんきょく）は、かつて北海道札幌市に本局を置いていた郵便局である。

## 概要
鉄道郵便局は、日本の郵便局の種類の一つで、鉄道事業者に郵便車を運行させてこれに職員が乗務し、鉄道沿線の郵便局から継送される郵便物を輸送するとともに、郵便車内で郵便物をあて先地域別に区分する業務を行っていた。当局はそのうちおもに道北地方を除く北海道内の各区間を担当した。

### 本局・分局
本局に管理部門が置かれるほか、各地の乗務・中継作業の拠点として主要ターミナル駅や分岐駅に分局が設置されていた。
- 本局 - 北海道札幌市中央区北4条西6丁目（札幌駅付近）
  - 1986年（昭和61年）10月1日廃止。
- 札幌輸送センター - 北海道札幌市中央区北3条東11丁目（苗穂駅構内）
  - 1980年（昭和55年）10月1日開局、1984年（昭和59年）2月1日廃止。
- 函館分局 - 北海道函館市若松町（函館駅構内）
  - 1949年（昭和24年）7月1日開局、1986年（昭和61年）3月1日廃止。
- 帯広分局 - 北海道帯広市西3条南11丁目（帯広駅構内）
  - 1949年（昭和24年）7月1日開局、1986年（昭和61年）3月1日廃止。
- 岩見沢分局 - 北海道岩見沢市有明町南（岩見沢駅構内）
  - 1950年（昭和25年）2月21日開局、1980年（昭和55年）10月1日廃止。
- 滝川分局 - 北海道滝川市栄町（滝川駅構内）
  - 1955年（昭和30年）9月1日開局、1982年（昭和57年）4月1日廃止。
- 深川分局 - 北海道深川市1条（深川駅構内）
  - 1955年（昭和30年）9月1日開局、1984年（昭和59年）2月1日廃止。
- 池田分局 - 北海道中川郡池田町（池田駅構内）
  - 1955年（昭和30年）9月1日開局、1984年（昭和59年）2月1日廃止。
- 長万部分局 - 北海道山越郡長万部町（長万部駅構内）
  - 1955年（昭和30年）9月1日開局、1980年（昭和55年）10月1日廃止。
- 釧路分局 - 北海道釧路市黒金町14（釧路駅構内）
  - 1958年（昭和33年）3月1日開局、1984年（昭和59年）2月1日廃止。

## 沿革
- 1903年（明治36年）
  - 4月1日 - 札幌を含む11の鉄道郵便局が開設される[1][2]。
  - 12月 - 通信官署官制改正（4日公布、5日官報掲載）に伴い廃止される。業務は所在地一等郵便局が継承[3]。
- 1910年（明治43年）
  - 4月1日 - 札幌鉄道郵便局（二等郵便局）開局、札幌郵便局の業務を継承[4]。
    - 線路区域[5]
      - 函館札幌線
      - 旭川釧路線
      - 室蘭岩見沢線
      - 札幌旭川線
      - 旭川名寄線

  - 9月22日 - 池田陸別線を追加[6]。
  - 11月23日 - 深川留萌線を追加[7]。
- 1911年（明治44年）5月1日 - 函館札幌線、旭川釧路線及び札幌旭川線を削除し函館釧路線を追加[8]。
- 1916年（大正5年）10月10日 - 札幌鉄道郵便局が札幌区北1条西2丁目から札幌区北5条西3丁目に移転[9]。
- 1919年（大正8年）8月23日 - 札幌鉄道郵便局が札幌区北5条西3丁目から札幌区北1条東3丁目に移転[10]。
- 1920年（大正9年）10月2日 - 札幌鉄道郵便局が一等郵便局となる[11]。
- 1936年（昭和11年）3月 - 旭川派出所を設置[12]。
- 1945年（昭和20年）8月1日 - 旭川鉄道郵便局の開局[1][13]に伴い、旭川以北の郵便輸送業務を同局に移管。
  - 線路区域[14]
    - 函館稚内線の内函館旭川間
    - 長万部岩見沢線
    - 滝川根室線
    - 深川築別線
    - 釧路網走線
    - 苫小牧様似線
    - 函館江差線
    - 池田北見線
    - 国縫瀬棚線
    - 追分夕張線
    - 木古内松前線
    - 帯広広尾線
- 1948年（昭和23年）8月16日 - 函館江差線が函館江差線の内函館木古内間となる、また国縫瀬棚線及び追分夕張線を削除[15]。
- 1949年（昭和24年）7月1日 - 組織改正、函館分局及び帯広分局設置。
  - 線路区域[16]
    - 本局
      - 函館稚内線の内函館旭川間
      - 滝川根室線の内滝川帯広間
      - 長万部岩見沢線
      - 苫小牧様似線
      - 深川築別線

    - 函館分局
      - 函館江差線の内函館木古内間
      - 木古内松前線

    - 帯広分局
      - 滝川根室線の内帯広釧路間
      - 帯広広尾線
      - 池田北見線
      - 釧路網走線
- 1950年（昭和25年）
  - 2月21日 - 組織改正、岩見沢分局及び積替駐在設置。
    - 線路区域及び積替駐在[17]
      - 本局
        - 函館稚内線の内函館旭川間
        - 滝川根室線の内滝川帯広間
        - 深川築別線
        - 札幌
        - 滝川
        - 深川

      - 函館分局
        - 函館江差線の内函館木古内間
        - 木古内松前線の内木古内吉岡間
        - 函館

      - 帯広分局
        - 滝川根室線の内帯広根室間
        - 帯広広尾線
        - 池田北見線
        - 釧路網走線
        - 帯広
        - 池田

      - 岩見沢分局
        - 長万部岩見沢線
        - 苫小牧様似線
        - 岩見沢
        - 長万部

  - 9月21日 - 木古内松前線の内木古内吉岡間が木古内松前線の内函館吉岡間となる[18]。
- 1953年（昭和28年）2月15日 - 本局所掌に国縫瀬棚線を追加[19]。
- 1955年（昭和30年）9月1日 - 滝川分局、深川分局、池田分局及び長万部分局を設置[20]。
- 1958年（昭和33年）3月1日 - 釧路分局を設置[21]。
- 1980年（昭和55年）10月1日 - 国鉄のダイヤ改正による小荷物・郵便列車発着体系変更に伴い、函館旭川線の半数以上の便の郵便物受け渡し駅を札幌駅から苗穂駅に変更[22]。苗穂駅に札幌輸送センターを設置[23]。岩見沢・長万部の各分局を廃止[24]。
- 1982年（昭和57年）4月1日 - 滝川分局を廃止[25]。
- 1984年（昭和59年）2月1日 - 深川・池田・釧路の各分局及び札幌輸送センターを廃止[26]。
- 1986年（昭和61年）
  - 3月1日 - 函館・帯広の各分局を廃止[27]。
  - 10月1日 - 札幌鉄道郵便局本局を廃止[28]。

## 取扱内容
- 鉄道郵便車に乗務し、車内で区分及び郵袋、小包の積み下ろし事務。
- 局舎や駅の郵便室で、郵便物の受け渡し・郵袋や小包の区分事務。